# Питерс, Андрис Ян
Андрис Ян Питерс (2 августа 1916 — 21 марта 1952) — голландский военный преступник,оберштурмфюрер СС, один из двух последних людей, казнённых в Нидерландах

## Ранние годы
Питерс родился в 1916 году в Голландской Ост-Индии. Его отец был протестантским миссионером. В 1924 году семья Питерса вернулась в Нидерланды и поселилась в Гронингене. Его отец открыл магазин, в котором торговал мебелью, но через некоторое время разорился. Питерс считал, что в разорении его отца виноваты евреи. После школы Питерс был призван в армию.

## Вторая мировая война
В мае 1940 года Голландия была оккупирована Германией. В 1941 году Питерс вступил в добровольческое формирование СС «Vreemdelingenlegioen Nederland». Принимал участие в боевых действиях против СССР. дослужился до звания оберштурмфюрера СС. Позднее в интервью, данном им в 1947 году, Питерс заявил, что вступил в СС потому, что вследствие своего воспитания он стал ярым антикоммунистом и поэтому хотел сражаться с коммунизмом. В ходе войны Питерс получил ранение. В конце войны глава СС Генрих Гиммлер отдал приказ ряду членов СС вернуться в их родные страны и начать там партизанскую войну. Руководителем этих диверсантов был назначен Отто Скорцени. Гиммлер сказал Питерсу, что тот может делать всё, что сочтёт необходимым. В начале 1945 года Питерс присоединился к отделению «Jagdverband Nord/West» в Нойштрелице. Питерсу было поручено руководство отрядом численностью около 30 человек. Эта группа стала известна как «Kommando Zeppelin» или «Kommando Steinbach».
6-7 апреля группа Питерса провела операцию по захвату замка Грот Энгеленбург в Брюммене. В результате штурма в плен попали десятки членов голландского сопротивления, которые впоследствии были подвергнуты пыткам. 13 апреля 1945 года, в связи с приближением к Брюммену канадских войск, отряд Питерса был вынужден покинуть замок. Перед уходом они расстреляли 8 пленных.
Покинув Брюммен, отряд Питерса расположился в Лусдрихте. Там они захватывали людей, которых подозревали в помощи голландскому сопротивлению и подвергали их пыткам. Двое человек умерли от пыток. Всего в Лусдрихте от действий отряда Питерса пострадало 33 человека.
В апреле 1945 года у Питерса произошёл конфликт с Карлом Шёнгартом, командующим полицией безопасности и СД в Нидерландах. Шёнгарт несколько раз приказывал Питерсу прекратить пытки и распустить отряд. Питерс отказывался, ссылаясь на приказ Гиммлера. Через две недели после начала их споров, 3 мая 1945 года, отряд Питерса был принудительно разоружен, а сам он арестован немецкой полицией. Через два дня после их ареста группировка немецких войск в Нидерландах капитулировала.

## Суд
В 1949 году Питерса судили. Десятки свидетелей подтвердили, осуществление им и его отрядом казней и пыток. В июне 1949 года Питерс был приговорён к смертной казни. Питерс подал апелляцию. Он заявил, что виновен только в пытках, а казни осуществлялись не им лично, а его подчинёнными. Дело Питерса было рассмотрено повторно и смертная казнь была заменена пожизненным заключением. Прокурор опротестовал это решение и дело Питерса было пересмотрено ещё раз. В ноябре 1951 года Питерс был повторно приговорён к смертной казни.
После этого Питерс обратился с просьбой о помиловании к королеве Юлиане. Он заявил, что причиной его преступлений было то, что он вырос в тяжёлых условиях, а также неверное истолкование своей обязанности сражаться с коммунизмом. В 1951 году к смертной казни в Нидерландах было приговорено 7 человек. Вопрос помилования заключённых королева обсуждала с министром юстиции Нидерландов. Они сошлись на том, что из семи приговорённых, 4 получат помилование, двое будут казнены, судьбу седьмого определят позднее. Казни подлежали Питерс и Альберт Альбрехт.
21 марта 1952 года Питерс и Альбрехт были расстреляны. Они стали последними людьми, казнёнными в Нидерландах.

## См. также
- Герольд, Вилли